# Ticket (programa de televisión)
Ticket con Francisco Cáceres fue un programa televisivo de cine producido por Telecorporación Salvadoreña y transmitido por Canal 6 de la misma televisora; es conducido por Francisco Cáceres quien también es productor del show.
El programa se estrenó el sábado 6 de marzo de 2010, desde el Teatro Kodak de Los Ángeles, con motivo de la 82° entrega de los Oscar. Y finalizó su última emisión el 26 de diciembre de 2015.
Una de las características principales del programa es que Cáceres cubre los principales eventos cinematográficos en el mundo y entrevista personalmente a los protagonistas de las películas de Hollywood. De hecho, en los primeros meses de su transmisión, el conductor y productor cubrió, además de los Oscar, el Festival de Cannes en Francia, el estreno de The Bounty Hunter con entrevistas a sus protagonistas Jennifer Aniston y Gerard Butler, y además fue el único periodista centroamericano en entrevistar a Robert Pattinson, Kristen Stewart, Taylor Lautner y otros 10 actores de The Twilight Saga: Eclipse.

## Secciones
Alguna de las secciones con las que contó el programa son las siguientes:
- Noticias
- En cartelera
- Taquilla
- Detrás de cámaras
- Perfiles
- Tráiler de la semana
- Cobertura especial
- Documentales
- Avances de Fin de Año
- Rumbo a la estatuilla
- Comentario del Día (de lunes a jueves)